# Szczerzec (hromada)
Szczerzec – hromada terytorialna w rejonie lwowskim obwodu lwowskiego Ukrainy. Siedzibą hromady jest osiedle miejskiego typu Szczerzec.
Hromadę utworzono 10 lipca 2017 roku w ramach reformy decentralizacji. 

## Miejscowości hromady
W skład hromady wchodzi osiedle miejskiego typu Szczerzec i 16 wsi

- Szczerzec – osiedle miejskiego typu, centrum hromady
- Czerkasy
- Dębianka
- Dmytrze
- Horbacze
- Humieniec
- Jastrzębków
- Joppe
- Łany
- Nikonkowice
- Odynoke
- Piaski
- Popielany
- Serdyca
- Sokoliwka
- Sroki
- Sufraganka

## Mniejszości narodowe
| Narodowość  | Liczba ludności | Ilość wsi z mniejszościami |
| ----------- | --------------- | -------------------------- |
| Polacy      | 95              | 4                          |
| Rosjanie    | 49              | 9                          |
| Białorusini | 7               | 4                          |
| Mołdawianie | 6               | 2                          |
| Ormianie    | 1               | 1                          |